# Cascade de Cerveyrieu
La cascade de Cerveyrieu est une cascade du Séran située sur le territoire de Belmont-Luthézieu dans le département de l'Ain en France.

## Description
La cascade de Cerveyrieu culmine à 70 mètres environ. Elle domine la commune d'Artemare (et son hameau Cerveyrieu), ainsi que le plateau de Fierloz, puis les communes de Saint-Martin-de-Bavel et de Virieu-le-Grand.
Traversée par le Séran  — qui prend sa source sur la commune du Grand-Abergement et se jette dans le Rhône à Cressin-Rochefort — la chute d'eau est un des sites naturels les plus remarquables du Valromey. 
Elle a connu une crue centennale en janvier 1910.

## Aux alentours
Dans une grotte juste au-dessus de la cascade — plutôt sur le territoire d'Artemare —, trois fragments d'une même amphore italique ont été découverts.